# Psoroglaena abscondita
Psoroglaena abscondita är en lavart som först beskrevs av Coppins & Vezda, och fick sitt nu gällande namn av Hafellner & Türk. Psoroglaena abscondita ingår i släktet Psoroglaena och familjen Verrucariaceae.   Inga underarter finns listade i Catalogue of Life.